# Cyriak (Tekle Giorgis)
Cyriak (imię świeckie Henok Tekle Giorgis, ur. 1980) – duchowny Etiopskiego Kościoła Ortodoksyjnego, od 2017 biskup Silté.

## Życiorys
Święcenia kapłańskie przyjął w 1999. Sakrę biskupią otrzymał 16 lipca 2017.